# Набокина, Светлана Владимировна
Светлана Владимировна Набокина (род. 26 января 1982) — российская легкоатлетка, специалистка по бегу на короткие дистанции. Выступала на профессиональном уровне в 2002—2011 годах, многократная победительница и призёрка первенств всероссийского значения, участница чемпионата мира в помещении в Валенсии. Представляла Пензенскую и Тульскую области. Мастер спорта России международного класса.

## Биография
Светлана Набокина родилась 26 января 1982 года. Занималась лёгкой атлетикой под руководством тренеров С. С. Реутова, Н. Н. Ковтун, Ю. А. Гордеева. Окончила Пензенский государственный педагогический университет имени В. Г. Белинского.
Дебютировала на взрослом всероссийском уровне в сезоне 2002 года, выступив в беге на 100 и 200 метров на чемпионате России в Чебоксарах.
В 2003 году в дисциплинах 100 и 200 метров стала четвёртой на молодёжном всероссийском первенстве в Чебоксарах.
В 2007 году в беге на 60 метров выиграла серебряную медаль на Рождественском кубке в Москве, была пятой на зимнем чемпионате России в Волгограде. В беге на 100 и 200 метров победила на чемпионате России среди военнослужащих в Самаре, в 100-метровой дисциплине превзошла всех соперниц на Мемориале Куца в Москве.
В 2008 году в дисциплине 60 метров была лучшей на Рождественском кубке в Москве и на турнире «Русская зима» в Москве, завоевала серебряную награду на зимнем чемпионате России в Москве, финишировала первой на Кубке Европы в помещении в Москве — тем самым помогла своим соотечественницам выиграть женский командный зачёт. Благодаря череде удачных выступлений вошла в основной состав российской сборной и удостоилась права защищать честь страны на чемпионате мира в помещении в Валенсии, где в конечном счёте дошла до стадии полуфиналов.
В 2009 году помимо прочего выиграла 100 метров на Мемориале братьев Знаменских в Жуковском, взяла бронзу на чемпионате России в Чебоксарах, победила на Кубке России в Туле.
В 2010 году стала серебряной призёркой на зимнем чемпионате России в Москве.
В 2011 году в 60-метровом беге одержала победу на Кубке губернатора в Волгограде, выиграла бронзовую медаль на зимнем чемпионате России в Москве. По окончании сезона завершила спортивную карьеру.
За выдающиеся спортивные достижения удостоена почётного звания «Мастер спорта России международного класса».